# United States Geological Survey

Znak USGS

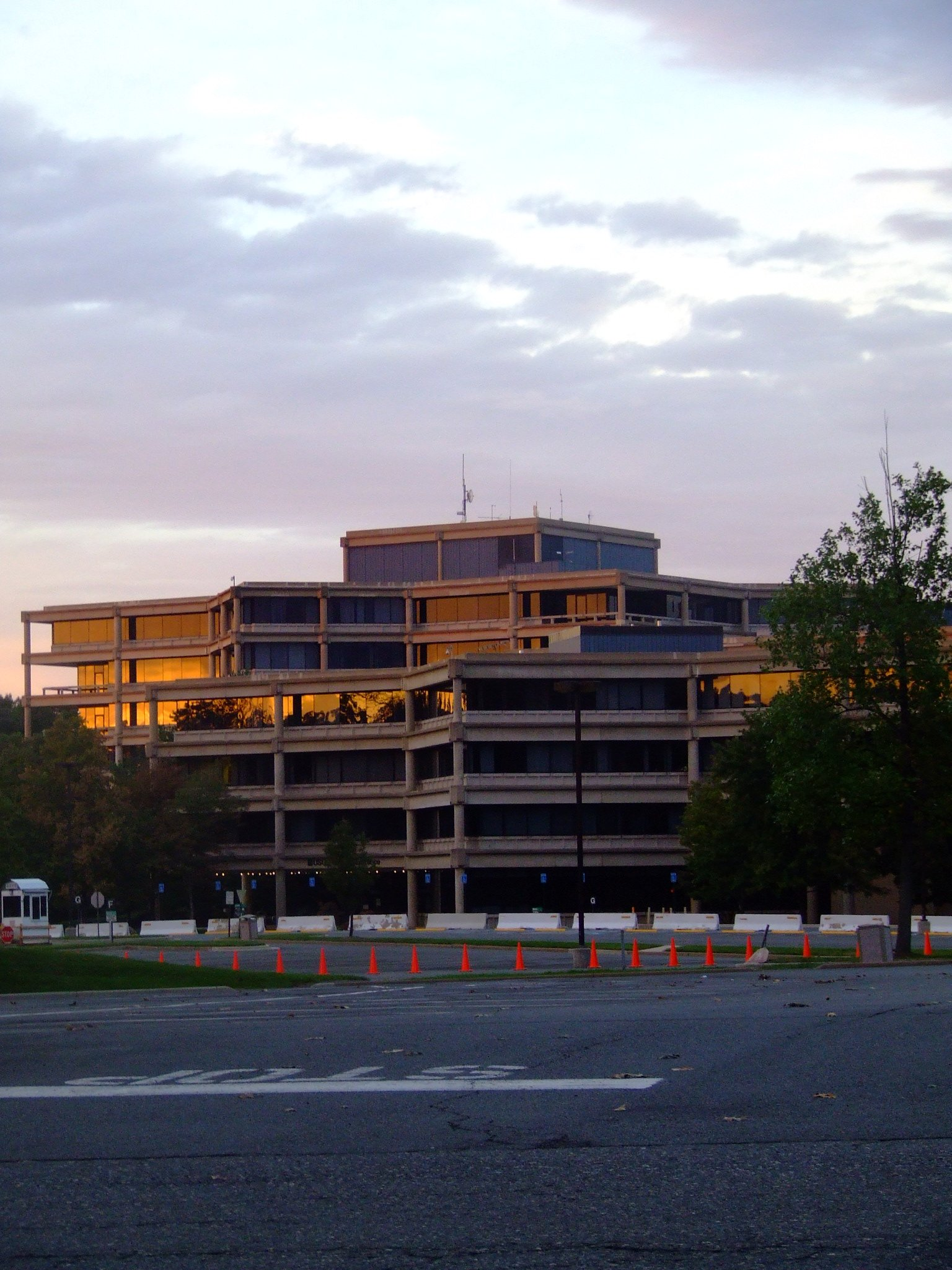
Hlavní sídlo USGS v Restonu (Virginie)

Geologická služba USA (anglicky United States Geological Survey, USGS) je americká vědeckovýzkumná vládní agentura. Je součástí struktur Ministerstva vnitra. Pracovníci agentury zkoumají geografii, USA, přírodní zdroje a přírodní katastrofy.
USGS se zabývá čtyřmi vědeckými disciplínami: biologií, geografií, geologií a hydrologií. Zaměstnává téměř 9000 lidí (8670 v roce 2009), její sídlo je v Restonu ve Virginii. Rozpočet služby v roce 2006 byl 971 milionů dolarů, v roce 2010 už 1,1 miliardy dolarů. Rozpočet ve fiskálním roce 2013 činil 1,103 miliardy dolarů. Na výzkum v oblasti klimatických změn bylo určeno 153,7 milionů dolarů, pro výzkum georizik 144,8 milionů, 44 milionů do oblasti energetické transformace a 209,8 milionů dolarů pro průzkum vodních zdrojů.
Další hlavní úřadovny jsou v Lakewoodu v Coloradu (Denver Federal Center) a Menlo Parku v Kalifornii.

## Historie
USGS byla založena dekretem kongresu 3. března 1879 jako nezávislá výzkumná organizace. Zpočátku byla pověřena členěním a průzkumem rozsáhlých území, výzkumem geologické stavby a vyhledáváním ložisek nerostných surovin rychle se rozvíjejícího státu. Tyto úkoly byly dány potřebou soupisu nových území a pozemků, které byly přičleněny k USA po koupi Louisiany v roce 1803 a mexicko-americké válce v roce 1848. Založením geologické služby zároveň došlo k ukončení Haydenova, Powellova a Wheelerova průzkumu od 30. června 1879. V průběhu činnosti byly od organizace odděleny některé složky: Úřad pro rekultivaci půd (1902), Báňský úřad (1910), Federální komise pro energii (1920). V období první světové války a po ní se organizace zapojila do vyhledávání a hodnocení nerostných surovin v USA i zahraničí. V průběhu tohoto období se projevil i nedostatek energetických surovin ale i topografických a geologických map, které do té doby pokrývaly pouze 60 % území země. Následný program mapování a vyhledávání surovin umožnil, že do roku 1932 byl tento problém vyřešen.
Od roku 1962 se také podílí na dálkovém výzkumu a pořizování map Země, Měsíce a jiných vesmírných těles. Spolupracuje například s NASA, Národním úřadem pro oceán a atmosféru (NOAA)

## Ředitelé USGS
Velký vliv na kvalitu a výkon USGS měly výrazné osobnosti jejích ředitelů. Od vzniku geologickou službu řídili:
- 1879–1881 Clarence King
- 1881–1894 John Wesley Powell
- 1894–1907 Charles Doolittle Walcott
- 1907–1930 George Otis Smith
- 1930–1943 Walter Curran Mendenhall
- 1943–1956 William Embry Wrather
- 1956–1965 Thomas Brennan Nolan
- 1965–1971 William Thomas Pecora
- 1971–1978 Vincent Ellis McKelvey
- 1978–1981 Henry William Menard
- 1981–1993 Dallas Lynn Peck
- 1994–1997 Gordon P. Eaton
- 1998–2005 Charles G. Groat
- 2006–2009 Mark Myers
- 2009–2013 Marcia McNutt
- 2014–2018 Suzette Kimball
- 2018–2021 James F. Reilly
- 2022-současnost David Applegate